# Pacification du Mandchoukouo
Seconde guerre sino-japonaise
Batailles
Seconde Guerre mondiale : batailles de la Guerre sino-japonaise
- Incident du pont Marco-Polo
- Shanghai
- Taiyuan
- Xinkou
- Pingxingguan
- Taierzhuang
- Xuzhou
- Nankin
  - bataille
  - massacre
- lac Khassan
- Wuhan
- Nanchang
- Khalkhin Gol
- Suixian-Zaoyang
- Changsha (1re)
- Guangxi
- Henan
- Zaoyang-Yichang
- Cent Régiments
- Shanggao
- Sud-Shanxi
- Changsha (2e)
- Pacification du Mandchoukouo
- Changsha (3e)
- Hubei
- Changde
- Ichi-Go
- Changsha (4e)
- Guilin-Liuzhou
- Reconquête chinoise

Guerre du Pacifique
Front d'Europe de l'ouest
Front d'Europe de l'est
Campagnes d'Afrique, du Moyen-Orient et de Méditerranée
Bataille de l'Atlantique
Théâtre américain
La pacification du Mandchoukouo est une campagne militaire menée par l'armée impériale japonaise du 4 novembre 1931 à l'été 1941 qui se solde par la destruction quasi totale des multiples armées de volontaires anti-japonaises (qui se réunissent en 1935 pour former l'armée unie anti-japonaise du Nord-Est) et dont les survivants fuient vers l'URSS pour continuer la lutte.

## Prise de contrôle japonaise
La première apparition d'un important groupe de partisans anti-japonais se passe dans les provinces du Liaoning et du Jilin en raison des faibles résultats de l'armée du Fengtian (alliée des Japonais) durant les premiers mois de l'invasion japonaise de la Mandchourie et du succès rapide du Japon à supprimer et remplacer les autorités provinciales du Fengtian et du Jilin.
Le gouvernement provincial de la province du Liaoning fuit vers l'ouest à Jinzhou. Le gouverneur Zang Shiyi reste à Mukden, mais refuse de coopérer avec les Japonais pour établir un gouvernement collaborationniste et séparatiste et est jeté en prison. L'armée japonaise du Guandong proclame le 21 septembre 1931 la nomination du colonel Kenji Doihara au poste de maire de Mukden. Celui-ci dirige ainsi la ville avec l'aide d'un « comité d'urgence » composé principalement de Japonais.
Le 23 septembre 1931, le général Xi Qia de l'armée du Jilin est invité par les Japonais à former un gouvernement provisoire pour la province de Jilin. Dans celle-ci, les Japonais réussissent à occuper la capitale sans effusion de sang. Xi Qia proclame le 30 septembre la séparation de la province d'avec la république de Chine et la place sous la protection de l'armée japonaise.
Le 24 septembre 1931, un gouvernement provisoire est formé dans la province du Fengtian (nouveau nom de la province du Liaoning) avec Yuan Jinhai pour président du « comité pour le maintien de la paix et l'ordre ».
À Harbin, le général Chang Ching-hui réunit une conférence le 27 septembre 1931 pour discuter de l'organisation d'un « comité d'urgence du district spécial », formé pour achever la sécession de Harbin du reste de la Chine. Il n'est cependant pas capable d'installer l'ordre dans la région et Harbin reste tenue par des milices anti-japonaises dirigées par les généraux Ting Chao, Li Du, Feng Zhanhai et d'autres.
Pendant ce temps à Mukden, le « comité administratif du Nord-Est » (ou conseil de direction du gouvernement autonome) est créé le 10 novembre et placé sous la tutelle de Yu Chung-han, un politicien important du gouvernement de Zhang Xueliang, qui désire l'autonomie de la Mandchourie. Après la victoire japonaise à l'issue de la campagne de Jiangqiao sur le général Ma Zhanshan et l'occupation qui s'ensuivit de Tsitsihar le 19 novembre 1931, un gouvernement autonome local est établi dans la province du Heilongjiang et le général Chang Ching-hui est nommé gouverneur de la province le 1er janvier 1932.
Après la prise de Jinzhou à l'issue de l'opération Jinzhou, le mouvement d'indépendance progresse rapidement en Mandchourie du Nord, où le colonel Doihara est chef des services spéciaux à Harbin. Le général Chang Ching-hui, après avoir appris la défaite de Zhang Xueliang à Jinzhou, accepte la proposition du gouvernement autonome de Mukden et déclare l'indépendance de la province du Heilongjiang le 7 janvier 1932. Après que le général Ma Zhanshan a été repoussé de Tsitsihar par les Japonais à l'issue de la campagne du Jiangqiao, il se replie vers le Nord-Est avec le reste de ses forces et établit sa capitale à Hailun, d'où il tente de continuer à gouverner la province du Heilongjiang. Le colonel Kenji Doihara lui propose de négocier pour lui permettre de rejoindre le nouvel État du Mandchoukouo que le Japon est en train de créer. Ma feint de négocier avec Doihara, tout en continuer à soutenir le général résistant Ting Chao.

## Les premiers signes de résistance: les milices, les confréries et les bandits
L'émergence de la résistance chinoise à l'occupation japonaise de la Mandchourie, qui prend la forme de milices populaires, de confréries de paysans et de groupes de bandits, est facilitée par le succès japonais à détruire rapidement le gouvernement régional de Zhang Xueliang. La majorité des troupes de l'armée japonaise du Guandong est concentrée, en novembre 1931, contre le général Ma Zhanshan dans la province du Heilongjiang au nord, puis en décembre et janvier, contre les restes de l'armée de Zhang Xueliang à Jinzhou dans le sud-ouest du Liaoning. Éloignées des garnisons japonaises placées dans les villes et le long des voies ferrées, les unités de résistance se rassemblent ouvertement et relativement facilement fin 1931-début 1932.

### Les milices
L'insécurité chronique de la Mandchourie, avec des bandes de bandits endémiques s'opposant aux seigneurs de guerre, amène des groupes de citoyens et de villages à former des milices privées pour protéger leurs biens et leurs terres avant même l'invasion japonaise. Après le début de l'occupation japonaise, ces milices deviennent des groupes de partisans, surnommés les « hommes en civil » en raison de leur manque d'uniformes, et se nommant eux-mêmes de divers noms comme la « milice d'autoprotection », la « milice anti-japonaise » ou les « volontaires chinois ». L'une des premières forces à se former, appelée la « milice des citoyens courageux », est établie en novembre 1931 près du port de Jinzhou. Ces milices opèrent principalement dans le sud du Fengtian, où vit la moitié de la population de Mandchourie avec une grande majorité de Chinois Han. Le Fengtian se retrouve presque immédiatement sous contrôle japonais car ces villes se trouvent le long des lignes de chemins de fer de Mandchourie du Sud qui sont protégées par l'armée du Guandong.

### Les confrérie de paysans
Les « confréries de paysans » sont une forme de protection commune des petits propriétaires terriens et fermiers chinois. Des vagues d'immigrants fuyant les guerres de l'époque des seigneurs de guerre (1916-1928) qui ravagèrent le Nord et le centre de la Chine arrivaient en Mandchourie depuis 1926 au taux d'un million de personnes chaque année. La majorité d'entre eux étaient des paysans appartenant à deux importantes confréries, la société de la Lance rouge et la société des Grandes épées, qui aidaient les immigrants à s'établir et les protégeaient contre les bandits et les propriétaires trop rapaces.
La société de la Lance rouge est basée dans les terres intérieures du Fengtian et dans la région de Harbin. La société des Grandes épées prédomine dans le sud-Est du Jilin et certaines parties du Fengtian. En 1927, les Grandes épées mènent une révolte provoquée par la chute du papier-monnaie Feng-Piao. Durant cette rébellion, la société gagne le respect des paysans parce qu'elle ne se livre pas au pillage des pauvres gens et résiste aux officiers du seigneur de la guerre Zhang Zuolin.
Après l'invasion japonaise, la société des Grandes épées mène des opérations de déstabilisation dans le district du Chientao au Sud-Est du Fengtian, le long de la frontière avec la Corée, et se soulève massivement à la suite de la proclamation de la création du Mandchoukouo le 9 mars 1932. Les Grandes épées deviennent la composante principale de la résistance partisane dans la région, restant presque sans contacts avec les armées de volontaires anti-japonaises. Le bandit Lao Pie-fang commande lui-même plusieurs groupes des Grandes épées dans l'ouest du Fengtian. La société est alliée avec Wang Delin dans le sud-est du Jilin, et le général Feng Zhanhai rassemble et entraîne un corps de 4 000 hommes.
Les groupes de la société de la Lance rouge sont plus dispersés. Leurs membres forment d'importants centres de résistance lorsque la guerre atteint la campagne. Les Lances rouges attaquent fréquemment les chemins de fer de Mandchourie du Sud des districts de Xinlitun et Tungfeng jusqu'à Mukden et les mines de charbon de Fushun. Ils sont menés par un jeune officier de l'armée du Fengtian, Tang Juwu. Les unités de la société de la Lance rouge affichent une extraordinaire résistance dans la région. presque deux ans après l'incident de Mukden, un groupe de 1 000 Lances rouges prend d'assaut la préfecture de Tungfeng près de Mukden le 3 juin 1933, longtemps après la défaite des plus grandes armées de volontaires.
Néanmoins, les deux sociétés sont composées principalement de paysans sans éducation et mal entraînés, et ont un aspect traditionaliste quasi religieux. Les membres des confréries placent leur foi dans une magie ancestrale et croient à la récompense vertueuse du paradis. Les membres des Grandes épées prétendaient que leurs sorts les rendaient insensibles aux balles. Les bandes des Lances rouges étaient souvent menées par des moines bouddhistes qui combattaient dans la bataille avec des inscriptions magiques inscrites sur leurs armes et leurs vêtements similaires à celles des premiers groupes de la révolte des Boxers.

### Les bandits

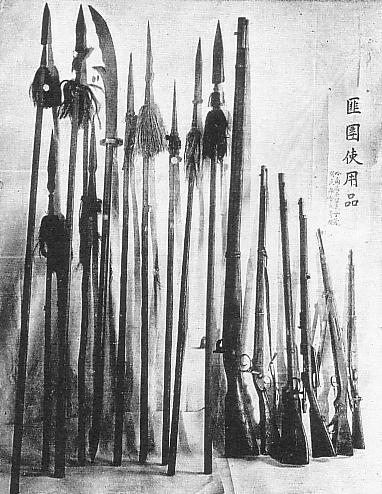
Armes des bandits mandchous.

Le Nord-Est de la Chine est au début du XXe siècle une zone frontière sans grand contrôle du gouvernement chinois où le banditisme est endémique. Certains groupes de criminels endurcis se livrent à des pillages pour vivre, tandis que d'autres volent occasionnellement de quoi survivre lorsque les récoltes sont mauvaises et qu'elles ne leur permettent plus de se nourrir. Du fait de l'augmentation de la population de Mandchourie durant les années 1920, certains nouveaux venus deviennent squatteurs, puis vagabonds, puis hors-la-loi. Même dans la province urbanisée du Fengtian, des bandits appelés honghuzi (« Barbes rouges ») sont courants le long du chemin de fer Pékin-Mukden et dans les bois du sud-est de la province le long de la voie Mukden-Antung près de la Corée. De puissants groupes de bandits opèrent en plein jour dans les grandes villes comme Mukden ou Harbin. Le terme shanlin (« montagne et forêt ») est souvent utilisé pour désigner ces bandits parce qu'ils avaient une grande connaissance du terrain local. La plupart opèrent dans de petites zones et veillent à maintenir la bonne santé financière des paysans locaux. Les troupes du gouvernement chinois ont de grandes difficultés à les combattre, tout comme celles des forces du Japon et du Mandchoukouo plusieurs années plus tard.
Il existe également une tradition de bandits nationalistes, remontant à l'invasion russe de juillet 1900 lorsque les forces tsaristes étaient entrées en Mandchourie, officiellement pour protéger le chemin de fer de l'Est chinois possédé par la Russie après la révolte des Boxers. Wang Delin s'opposa à la fois aux Russes et à la dynastie Qing et mena de nombreux bandits contre les Russes. Sa carrière de hors-la-loi continua jusqu'en 1917 quand il accepta de rejoindre les forces de la province de Jilin. Il était courant durant l'époque des seigneurs de guerre que les anciens bandits intègrent les armées régulières, dont ils formaient une source conséquente de nouveaux soldats. L'inverse était aussi vrai comme lorsque l'armée du Fengtian fuit l'avancée japonais, des milliers de soldats désertèrent dans la campagne et retrouvèrent leurs anciennes vies de bandits. Durant la guerre russo-japonaise de 1904-05, de nombreux groupes de bandits coopérèrent activement avec l'armée japonaise, en renseignant précisément sur les déploiements et les mouvements des troupes russes, et en aidant à la sécurisation du matériel.
À partir de décembre 1931, l'armée japonaise commence des opérations « pour le nettoyage des bandits » dans la campagne du Fengtian près des voies du chemin de fer de Mandchourie du Sud, en raison principalement des attaques répétées de ces bandits, et des vols et enlèvements dans le train Dalian-Mukden. Soutenus par l'aviation, les Japonais réussirent à briser plusieurs groupes de bandits, à la suite de quoi ceux-ci commencent à attaquer en représailles les communautés japonaises isolées le long de la voie Mukden-Antung. Le bandit Lao Pie-fang mène plusieurs milliers d'hommes contre la portion sud de la voie principale des chemins de fer de Mandchourie du Sud. La garnison japonaise de Newchwangchen est encerclée et attaquée par « 1 500 bandits menés par Lao Pie-fang », tandis que d'autres troupes sous ses ordres attaquent la région de Haicheng. Les renforts japonais arrivés rapidement de Mukden forcent Lao à se retirer mais il réapparait plus tard en tant que général d'une armée de volontaires et ses succès sont reconnus par les confréries de paysans et les milices anti-japonaises.
Beaucoup de bandits sont admis au sein des armées de volontaires à la suite de l'avancée japonaise et la résistance partisane devient une cause de plus en plus populaire. Plusieurs bandits professionnels, comme Zhang Haitian (surnommé l'« Ancien vent du Nord »), mènent leurs hommes contre le Japon mais tout en continuant à piller les villages le long des voies ferrées.

## La création des armées de volontaires anti-japonaises

### La résistance à Harbin
Lorsque le général Xi Qia de l'armée du Jilin déclare l'indépendance de la province vis-à-vis de la république de Chine, les autorités civiles et militaires de la province se divisent entre les adhérents du « Nouveau Jilin » et les loyalistes à l'« Ancien Jilin ». Les premiers dominent près de la capitale et les seconds dominent à Harbin et dans l'arrière-pays accidenté au nord et à l'est.
Les hostilités n'apparaissent dans la région de Harbin qu'à la fin de janvier 1932, à peu près au même moment que l'incident du 28 janvier. Le général Ting Chao décide de défendre la ville, un passage clé pour les rails et les rivières, contre l'arrivée de l'armée du « Nouveau Jilin » de Xi Qia puis contre les troupes japonaises. Il appelle les habitants chinois de Harbin à se joindre aux centaines de volontaires et de réguliers de sa garnison du chemin de fer, l'armée d'autodéfense de Jilin. La défense de Harbin, début février, rassemble plusieurs milices du Fengtian, et convainc les autorités locales et les meneurs de la population civile de l'arrière-pays qu'ils doivent résister à l'occupation japonaise de la province et former leurs propres groupes et unités de milice.
L'armée d'autodéfense de Jilin de Ting Chao est défaite et se retire de Harbin pour se réfugier au nord-est en aval de la rivière Songhua, pour rejoindre la garnison du général Li Du et former le noyau de l'opposition armée dans le nord du Jilin. Pendant ce temps, dans le sud-est de la province, Wang Delin, commandant de bataillon et ancien chef bandit, fonde l'armée du salut national populaire de Chine le 8 février 1932. Comptant plus de 1 000 hommes à ce moment-là, l'armée devient, durant quelques mois, un point de ralliement de la résistance et l'une des armées de volontaires anti-japonaises les plus victorieuses.

### La création du Mandchoukouo

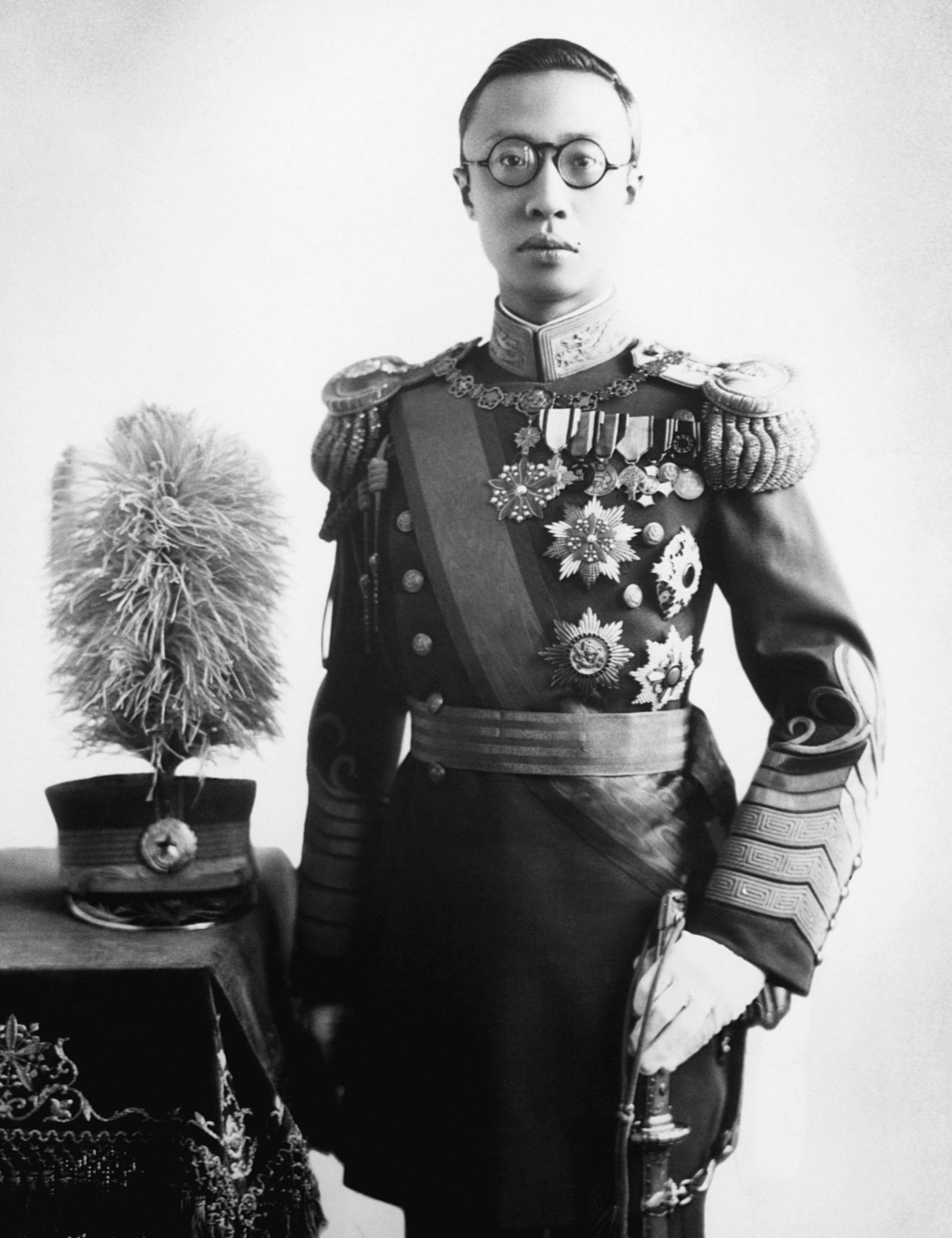
Puyi, l'empereur du Mandchoukouo.

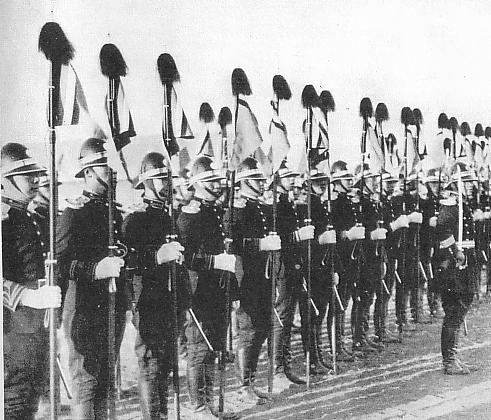
La garde impériale du Mandchoukouo.

À la suite de la défaite du général Ting Chao, Ma Zhanshan accepte de trahir la nouvelle armée impériale du Mandchoukouo le 14 février 1932 et démissionne de son poste de gouverneur de la province de Heilongjiang qu'il avait reçu en échange de sa coopération avec les Japonais.
Le 27 février 1932, le général Ting Chao consent à cesser les hostilités et annonce officiellement la fin de la résistance chinoise en Mandchourie.
Les jours précédents, Henry Puyi, dernier empereur de Chine déposé en 1911, est nommé président provisoire de l'État indépendant du Mandchoukouo sur décision d'une convention mandchoue unie à Mukden, dont figure parmi les membres Ma Zhanshan qui revenait du nord. Le jour suivant, le 1er mars, le gouvernement provisoire du Mandchoukouo est établi avec Ma Zhanshan comme ministre de la Guerre, en plus de son poste de gouverneur provincial. Le 9 mars, l'État du Mandchoukouo est inauguré. Le gouvernement chinois annonce non seulement qu'il ne reconnait pas le nouvel État, mais affirme que Puyi a été enlevé par les Japonais.
En dépit de la fin officielle de la résistance chinoise après la défaite du général Ting Chao, tout n'est pas calme en Mandchourie. Fin février, le général Wang Delin et 1 000 miliciens détruisent ou incendient 18 ponts de la voie ferrée Jilin-Tunhua. Wang recapture aussi la ville de Dunhua le 20 février. En mars 1932, une force expéditionnaire nippo-mandchoue défait Wang après une série de batailles le long du lac Jingbo et lui inflige des centaines de morts. Ces batailles sont petites car les miliciens utilisent leur connaissance du terrain local pour monter des embuscades, et ils finissent par forcer les Japonais à se replier sur Harbin.
Le fait que les Japonais aient connu une défaite militaire contre un agglomérat de forces irrégulières est un embarras politique considérable. Le Japon est anxieux de présenter au monde le Mandchoukouo comme une nation en paix, surtout parce qu'une délégation de la société des Nations enquête maintenant sur la situation régionale. Lorsque la nouvelle des victoires de l'armée du salut national populaire de Chine de Wang arrive dans l'est du Jilin, des centaines d'hommes de l'armée impériale du Mandchoukouo désertent et rejoignent cette armée de volontaires dont les forces totales passent de 4 500 hommes à 10 000 hommes en un mois, puis peut-être à environ 15 000 répartis dans cinq brigades.

## La guerre des armées de volontaires et les «opérations anti-bandits» (1932-1933)

### Début du conflit
Juste après l'annonce de la création du Mandchoukouo, le quartier japonais de Mukden est la proie des flammes. Le train du général Honjo subit une attaque qui est repoussée, et de petites révoltes éclatent dans les parties reculées de la Mandchourie.
À la fin de l'hiver 1932, les Japonais lancent des expéditions à partir de Harbin vers l'intérieur de la province du Jilin, frappant le nord-ouest en aval de la rivière Songhua et l'est le long de la ligne principale du chemin de fer de l'Est chinois contre l'armée d'autodéfense de Jilin du général Ting (appelée l'« armée anti-Jilin » par les Japonais). Cette campagne dure de mars à juin 1932 et repousse les forces chinoises du Jilin vers le nord et l'est de la province et sécurise le contrôle de la rivière Songhua. Les forces de Ting continuent cependant à résister et occupent parfois des villes le long de la section est du chemin de fer de l'Est chinois entre Harbin et la frontière soviétique.
Au sud-ouest, une autre force menée par le général Li Hai-ching et basée à Fuyu contrôle le territoire jusqu'à Nong'an. Cette force est appelée l'armée anti-japonaise pour le salut du pays et équipée d'artillerie légère et de nombreuses mitrailleuses. Le 29 mars 1932, les forces de Li Hai-ching défont des troupes régulières du gouverneur du Mandchoukouo Xi Qia près de Nong'an, à seulement 56 km de la capitale Shinkyo. Le jour précédent, un groupe de 100 policiers s'était fait encercler par les troupes volontaires dans l'après-midi pendant qu'ils convoyaient par camions 200 000 cartouches de fusil et 50 000 obus de mortiers depuis l'arsenal de Jilin. Tous furent faits prisonniers. Privé de cet approvisionnement en munition, les forces du Mandchoukouo à Nong'an se dispersent le lendemain. La ville est maintenant au bord de la reddition.
Des petits détachements de Japonais sont envoyés depuis Changchun après réception d'appels radio à l'aide, et subissent de lourdes pertes au combat. Les forces japonaises à Yao-men, essaient de se frayer un chemin vers Nong'an avec le soutien des bombardiers, mais les défenseurs de la ville cessent subitement tout contact radio, l'armée anti-japonaise de Li a capturé la ville. Finalement, le lendemain, les Japonais réussissent à repousser les forces de Li hors de la ville grâce aux bombardements aériens contre lesquels les Chinois ne peuvent pas se défendre.

### La révolte de Ma Zhanshan

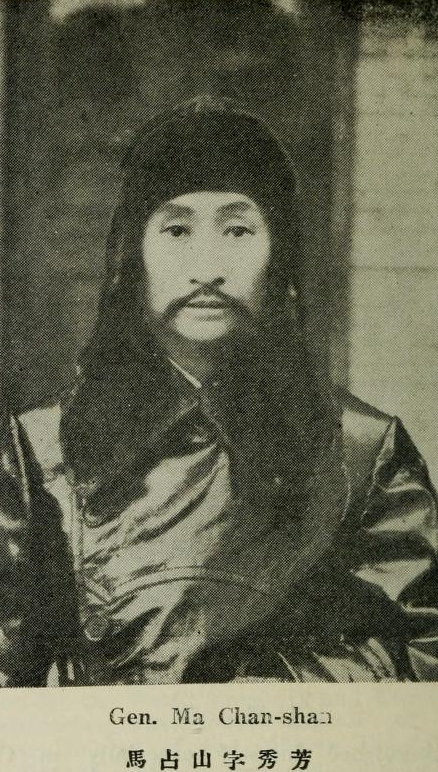
Ma Zhanshan

Malgré le fait d'avoir été nommé ministre de la Guerre du Mandchoukouo et gouverneur d'une province, le général musulman Ma Zhanshan reste sous étroit contrôle de l'armée japonaise. Il doit demander l'approbation de ses conseillers japonais sur toutes les affaires de sa province. Insatisfait par la situation, Ma reforme et rééquipe son armée privée en secret en utilisant des armes et de l'argent japonais. En tant que gouverneur du Heilongjiang, il utilise son pouvoir pour sortir secrètement des armes et des munitions des arsenaux et met les femmes et les familles de ses hommes en sécurité. Il fait ensuite sortir ses troupes de Tsitsihar le 1er avril en affirmant partir pour un tour d'inspection de l'armée.
À Heihe, le 7 avril, Ma annonce la reformation du « gouvernement provincial du Heilongjiang », indépendant du Mandchoukouo, et réorganise ses troupes en 9 brigades début mai. Ma créé également onze autres troupes de volontaires à Buxi, Gannan, Keshan, Kedong et d'autres endroits. Ces forces deviennent l'armée du salut national anti-japonaise du Nord-Est. Ma en est nommé commandant-en-chef nominal, en plus d'être celui des armées de volontaires anti-japonaises qui s'étaient formées un peu partout, et commande une armée d'environ 300 000 hommes au maximum de sa force, selon les estimations japonaises.
Après avoir envoyé des troupes pour aider le général Ting Chao dans l'aval de la rivière Songhua, Ma fait route vers Harbin avec six régiments d'infanterie et de cavalerie, 20 pièces d'artillerie et un petit escadron de sept avions. Ses unités montent des embuscades le long des routes importantes et malmènent les troupes du Mandchoukouo et du Japon. Lorsqu'il est bloqué dans sa route vers Harbin, il vire au sud-ouest vers Tsitsihar.
Au même moment, au nord-ouest de Harbin, une guérilla débute dans la province du Heilongjiang. Les troupes du Mandchoukouo se mutinent, et bloquent brièvement les voies ferrées Tsitsihar-Keshan et Harbin-Hailun, ou partent rejoindre les forces du général Ma. Des bandits à cheval apparaissent par centaines pour piller les villes le long de la ligne principale du chemin de fer de l'Est chinois à l'ouest de Harbin. D'autres partisans attaquent dans la région de Taonan, perturbant les services de la voie ferrée Taonan-Tsitsihar.
Pour reprendre le contrôle de la situation, l'armée japonaise lance une campagne offensive d'avril à juillet 1932. Ils frappent au nord vers les voies Harbin-Hailun et Tsitsihar-Keshan, repoussent les forces du général Ma, et s'organisent en mouvement de tenaille pour encercler ses troupes. Le général Ma déclare le 8 juin être décidé à adopter des tactiques de guérilla, ne conservant qu'un seul détachement de 1 000 hommes sous son commandement personnel. Toutes les autres unités sont dispersées en petits groupes de partisans, et combattent à cheval dans la campagne. En juillet, les troupes de Ma Zhanshan sont sérieusement défaites, et seul un petit nombre d'hommes se montrent capables de briser l'encerclement japonais.
Ma Zhanshan prend le commandement de 3 500 combattants de guérilla, conduit des attaques telles qu'un raid sur le trésor du Mandchoukouo, attaque Changchun, la capitale, et dérobe six avions japonais sur un terrain d'aviation.
Le général Ma perturbe tellement les opérations japonais que, lorsque son équipement et ses chevaux sont capturés après l'encerclement, les Japonais les présentent à l'empereur du Japon à Tokyo, en prétendant qu'il est mort. Ils sont enragés de découvrir qu'il a survécu et qu'il s'est enfui.
Après sa fuite, ses hommes continuent le combat, terrorisant les envahisseurs japonais. Ils prennent en otage 350 Japonais et Coréens pendant des semaines et enlèvent des étrangers tels que le fils d'un général britannique ou la femme d'un exécutif américain.

### Les révoltes des armées de volontaires au sud de Harbin
Fin avril, le chemin de fer de l'Est chinois est bloqué à 105 km de Harbin par environ 3 000 soldats chinois du général Li Hai-ching. Ses troupes démontent les rails, arrachent les fils télégraphiques, et s'emparent du train qui arrive de Harbin. Elles pillent les wagons et se dispersent avant l'arrivée des troupes japonaises.
Dans l'est du Mandchoukouo, les troupes de Wang Delin incendient trois petites gares et vident la ville de Suifenho près de la frontière russe. Puisant des troupes de la province du Fengtian relativement calme, les Japonais lancent une campagne offensive en mai 1932. Une force mixte nippo-mandchoue attaque la guérilla de Li Hai-ching dans le sud du Heilongjiang de trois directions différentes, les disperse rapidement et sécurise le contrôle de la région.
Cependant, en mai 1932, pendant que les forces japonaises sont concentrées au nord, Tang Juwu, dans l'est du Liaoning, estime que le moment est venu pour son armée de passer à l'offensive. Ses forces de 20 000 hommes encerclent la garnison japonaise de Tunghua. En réponse, la police du Mandchoukouo et des détachements de l'armée impériale du Mandchoukouo tentent de briser le siège. Ils se montrent incapables de défaire Tang mais parviennent à mettre fin au siège. Les forces rebelles continuent cependant à être une menace pour l'est de Mukden et les communications avec la Corée. Basée dans la région de Tungpientao, cette armée combat à la fois l'armée japonaise du Guandong et l'armée du Fengtian du Mandchoukouo. Bien que toutes les grandes villes aient été perdues, les armées de volontaires gagnent un nouveau sursis durant l'été 1932 et atteignent leur effectif maximal.
Également en mai, Feng Zhanhai et un important détachement de l'armée d'autodéfense de Jilin de 15 000 hommes coupent les communications au sud et à l'est de Harbin. En réponse, les armées du Japon et du Mandchoukouo lancent deux campagnes pour éradiquer les forces de Feng de l'arrière-pays. De juin à juillet 1932, l'offensive sécurise les districts de Shuangcheng, Acheng, Yushu, Wuchang, et Shulan au sud de Harbin, et force Feng à fuir vers l'ouest.
De grandes inondations dues à un débordement des rivières Nen et Songhua submergent quelque 30 000 km2 autour de Harbin durant le mois d'août, ce qui fournit un sursis crucial aux armées de volontaires, les opérations japonaises étant stoppées jusqu'au retrait des eaux. Les Japonais avaient concentré leurs forces au nord-ouest de Harbin contre le général Ma Zhanshan durant le printemps et l'été 1932, ce qui permit une intensification de la résistance dans les provinces du Jilin et du Fengtian, qui culminèrent avec plusieurs attaques simultanées dans la zone du chemin de fer de Mandchourie du Sud jusqu'aux inondations d'août qui bloquèrent les Japonais à Harbin et isolèrent leurs troupes déjà engagées. Les eaux ont néanmoins aussi ruiné les récoltes qui n'avaient pas déjà été détruites par la guerre, ce qui met plus de pression aux armées de volontaires, qui trouvent leur vivres dans les campagnes.

### La défaite des armées de volontaires
Des groupes de bandits mongols attaquent la voie ferrée Ssutao (Siping - Taonan), qui est isolée par les inondations d'août, et occupent la petite ville de Tongyu. Le 20 août, une force de secours du Mandchoukouo est envoyée combattre les bandits et libère la ville après une courte bataille le 31 août 1932.
Le 2 septembre 1932, durant la seconde campagne d'offensive contre Feng Zhanhai, une force du Mandchoukouo accule son armée qui essaie de se replier. Bien qu'encerclés, plus de la moitié des hommes réussissent à se glisser entre les mailles du filet et se réfugient au Jehol.

#### La révolte de Su Bingwen
Durant le conflit, un général chinois du nom de Su Bingwen est resté isolé derrière les montagnes du grand Khingan, sans être attaqué par les Japonais ; il n'apporte de soutien ni au Mandchoukouo ni à Ma Zhanshan. En conséquence, les fermiers locaux peuvent travailler en paix et récolter le fruit de leurs champs.
Le 27 septembre 1932, lorsque les troupes japonaises portent leur attention au sud pour restaurer la sécurité des infrastructures vitales qui ont été détruites par les armées de volontaires, les soldats du général Su Bingwen organisent une mutinerie, capturent des centaines de civils et militaires japonais. Les mutins, qui s'appellent eux-mêmes l'armée du salut national de Heilungkiang, se déplacent vers l'est en train pour rejoindre le général Ma Zhanshan dans la reconquête de la ville de Tsitsihar.
Ma Zhanshan sort alors de son abri dans les montagnes du long du fleuve Amour où il s'est replié après que les Japonais ont défait ses troupes dans le nord. Il arrive à Longmen en septembre et rejoint les mutins de Su Bingwen pour une offensive commune.
Les réserves de nourriture sont cependant particulièrement réduites au Heilongjiang après les inondations d'août. Les troupes de la province et l'armée de Ma survivent en réquisitionnant les récoltes des fermiers locaux, et il n'y eut bientôt plus rien à saisir.
À la mi-octobre, les forces de Ma occupent Antachen à l'ouest de Harbin, forcent les marchands de la ville à leur remettre 50 000 dollars, et confisquent tous les chevaux qu'ils trouvent. Le 26 octobre 26, la ville de Laha à 110 km au nord de Tsitsihar, est attaquée par les forces de Ma avec leur artillerie restante. La garnison japonaise est sujette à un long et intensif bombardement très précis.
Pendant huit jours, la garnison japonaise du capitaine Hayashi est encerclée par quelque 4 000 volontaires, jusqu'à ce qu'elle réussisse à les repousser le 28 octobre après de sévères combats, durant lesquels 28 Japonais (dont le capitaine Hayashi) sont tués ou blessés. Un détachement de cavalerie de 59 cavaliers, envoyé vers Taian, disparait dans la plaine glacée. Le 8 novembre, le seul survivant, le sergent Iwakami, arrive à Tsitsihar pour annoncer que le détachement a été anéanti.
En réaction, les Japonais organisent une campagne offensive dans la région de novembre à décembre 1932. Près de 30 000 soldats japonais et du Mandchoukouo, dont la 14e division d'infanterie japonaise et des cavaliers mongols de l'armée du Mandchoukouo, attaquent férocement les troupes de Su et Ma. Le 28 novembre 1932, la 14e division japonaise attaque Ma Zhanshan et Su Bingwen près de Tsitsihar. Les Japonais bombardent le quartier-général de Ma Zhanshan à Hailar et s'en emparent le 3 décembre. Le jour suivant, après de lourds combats, Ma Zhanshan et Su Bingwen fuient Hailar avec les restes de leurs forces vers la frontière soviétique et entrent en Russie le 5 décembre. La majorité de leurs troupes seront plus tard transférées à Rehe.

#### Les opérations finales dans l'est du Mandchoukouo
Détournés de leur préparation d'invasion de la province de Jehol par l'activité partisane grandissante des forces de Ma et Su au Heilongjiang, les troupes japonaises se concentrent sur l'ouest. Les forces de Feng Zhanhai et Wang Delin au Fengtian et au Jilin sont ainsi libres d'attaquer les voies ferrées et réussissent à occuper brièvement la capitale de la province du Jilin.
Le 10 septembre 1932, à Yaomin sur la voie ferrée Changchun-Harbin, 1 000 bandits repoussent la garnison du Mandchoukouo. Ils pillent ensuite la ville pendant deux heures avant que la garnison ne soit capable de contre-attaquer pour les faire fuir.
Lors d'un raid le 11 septembre, des partisans font dérailler le train Changchun-Harbin, dévalisent les survivants et en enlèvent certains pour réclamer des rançons, dont cinq Japonais.
Le 15 septembre, une milice des Lances rouges, originaire du village de Pingdingshan, tire sur des soldats japonais puis attaque la garnison japonaise de la ville industrielle de Fushun. Le jour suivant, les soldats et la police japonaises traquent les rebelles jusqu'à leur village, incendient les bâtisses, et exécutent à la baïonnette et à la mitrailleuse les résidents du village soit 3 000 hommes, femmes, et enfants, ne laissant qu'un seul survivant de tout le village. Cet évènement sera plus tard appelé le massacre de Pingdingshan.
Pendant ce temps, en octobre, dans l'ouest, une force nippo-mandchoue s'oppose à l'armée de Li Hai-ching composée de 3 000 hommes qui étaient retournés attaquer les forces du Japon et du Mandchoukouo dans le sud du Heilongjiang et les avait forcées à se replier dans la province de Jehol.
Finalement, les Japonais reprennent l'initiative à l'est. À la mi-octobre, ils estiment les forces de Tang Juwu dans quatorze comtés du sud et de l'est du Fengtian à environ 30 000 hommes. Le 11 octobre 1932, ils lancent une vaste contre-attaque. L'armée du Fengtian et sept brigades soutiennent une force japonaise de deux brigades de cavalerie et une brigade mixte qui ont pour objectif de sécuriser le district de Tungpientao. Elles attaquent les forces de Tang Juwu dans les régions de Tonghua et de Huanren. Tang Juwu réussit cependant à briser l'encerclement japonais par l'ouest. Le 16 octobre, les Japonais occupent Tonghua, puis le lendemain, Huanren, ayant perdu 500 hommes tandis qu'ils en ont tué 270 et capturé 1 000.
À l'issue de cette opération qui dure d'octobre à novembre 1932, les Japonais sécurisent la région entre Mukden, Changchun et Jilin, et forcent les armées de volontaires de Wang Delin à se retirer vers Huinan et Siping.
Du 6 au 20 novembre 1932, l'armée du Mandchoukouo lance une offensive dans le district de Ki Feng-lung avec 5 000 hommes répartis en un bataillon de la garde impériale du Mandchoukouo, le 2e régiment de cavalerie de l'armée du Fengtian, et un détachement de cavalerie de l'armée du Jilin.
Une troisième offensive sur Tungpientao est lancée du 22 novembre au 5 décembre 1932 pour supprimer les restes des forces de Tang Juwu. La force du Mandchoukouo se compose d'une unité de garde impériaux ainsi que de milices locales des districts du Yalu, central et de Shenghai, totalisant 5 000 hommes. L'opération est un succès et mène à la capture de 1 800 « bandits », dont certains seront plus tard intégrés dans l'armée du Mandchoukouo.
Le 24 décembre 1932, la 10e division japonaise attaque les partisans au nord de la rivière Mudan. Le 5 janvier 1933, le général Kuan Chang-ching est forcé d'abandonner ses hommes à Suifehno sur la frontière russe. Le 7 janvier 1933, les Japonais occupent Mishan. Le 9 janvier 1933, les forces de Li Du traversent la rivière Oussouri pour se réfugier en URSS.
Fin février 1933, la plupart des armées de volontaires sont dispersées en petites unités de guérilla ou ont fui en Union soviétique.

### Suites
Cela ne marque pas la fin des armées de volontaires. Certaines continuent de combattre sous forme d'unités de guérilla, fréquemment appelées Shanlin. L'expérience du banditisme de certains commandants leur permet de survivre aux hivers mandchous, de s'adapter aux tactiques de la guérilla et de continuer à harceler les Japonais et les forces du Mandchoukouo pendant de nombreuses années.
Les Japonais sont forcés de mobiliser des forces militaires considérables et doivent continuellement patrouiller dans la région pendant des mois. Ils organisent parfois de plus grandes opérations. Après une résurgence de l'activité partisane, ils sont obligés de lancer une grande offensive dans la province du Jilin en octobre et novembre 1933. Celle-ci mobilise 35 000 hommes de l'armée du Mandchoukouo pour tenter de sécuriser entièrement la province. La force du Mandchoukouo comprend la totalité de l'armée du Jilin ainsi que des éléments de l'armée du Heilongjiang, de l'armée du Hsinkang, et un détachement de cavalerie indépendant de Hsincheng. L'opération est un succès et permet la capture et la mort de nombreux commandants anti-japonais.

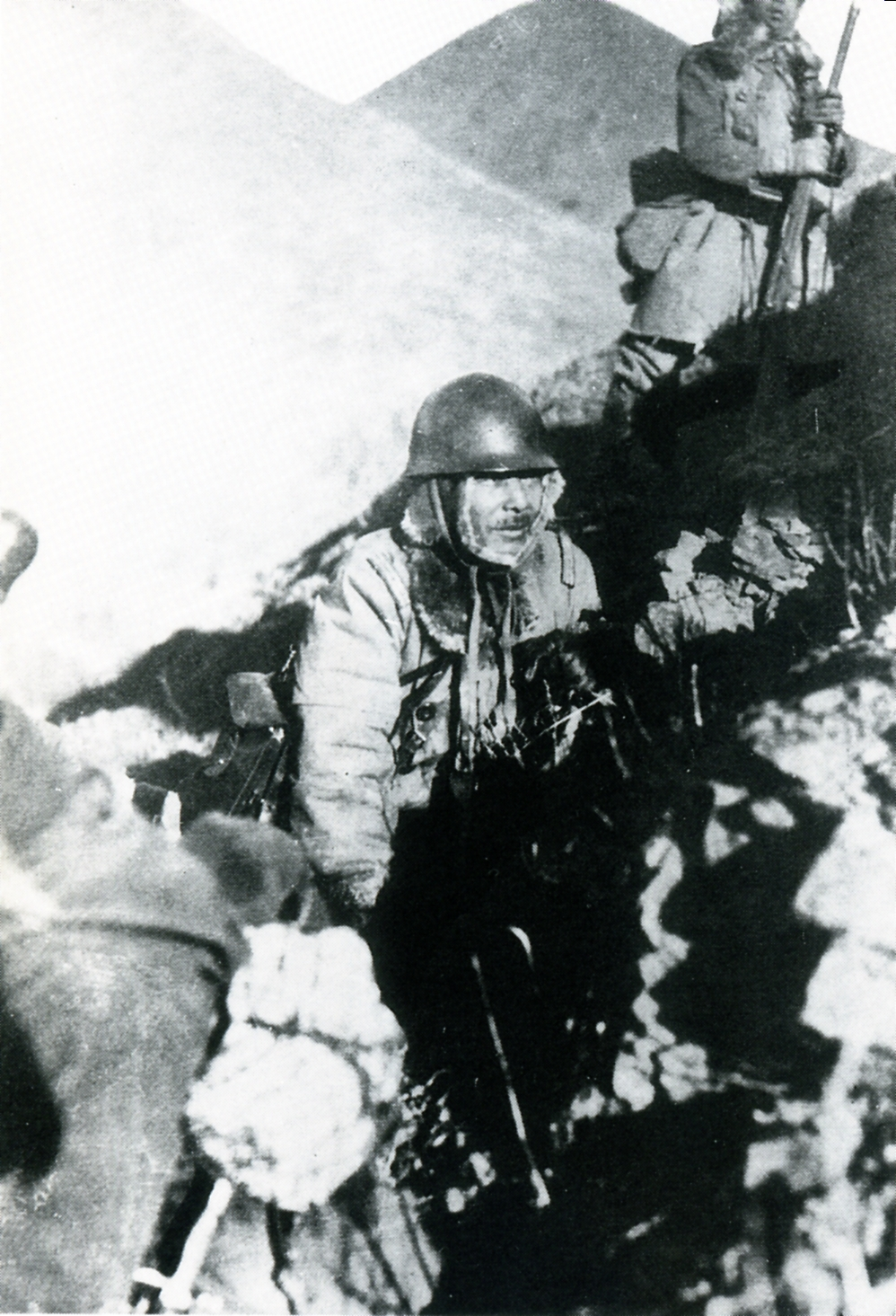
Troupes japonaises durant la bataille de Rehe.

Parmi les forces ayant fui le Mandchoukouo, Feng Zhanhai et ses hommes combattent les Japonais lors de la défense de la Grande Muraille à Rehe, puis plus tard aux côtés de l'armée anti-japonaise populaire de Cháhāěr de Feng Yuxiang en 1933. Ses forces sont incorporées dans l'armée nationale révolutionnaire en tant que division et combattent sur le théâtre de la seconde guerre sino-japonaise. Tang Juwu combat les Japonais à Rehe, et prend la tête du 3e corps de volontaires anti-japonais du Nord-Est. Après le déclenchement de la guerre sino-japonaise en 1937, il est assigné derrière les lignes japonaises où il est tué le 18 mai 1939. Après sa retraite en Union soviétique, Su Bingwen sert le gouvernement du Kuomintang en tant que membre du conseil militaire et directeur du groupe d'inspection militaire durant la guerre sino-japonaise. Brouillé avec Tchang Kaï-chek, ce n'est qu'après l'incident du pont Marco-Polo que Ma Zhanshan est fait commandant de la force avancée du Nord-Est chargé des opérations de guérilla dans les quatre provinces du Liaoning, du Jilin, du Heilongjiang et de Rehe. Ma combat les Japonais à Cháhāěr, Suiyuan, Datong et Shanxi et il coopère avec les troupes de Fu-Zuyi dans la défense de Suiyuan. Ma est nommé président du gouvernement du Heilongjiang en août 1940, et tient ce poste jusqu'à la fin de la guerre.
Parmi les chefs de guérilla étant restés au Mandchoukouo, Wang Fengge est capturé en 1937 et exécuté avec sa femme et son enfant. Wu Yicheng combat avec des petites bandes de partisans jusqu'en 1937. Bien que Kong Xianrong, commandant adjoint de Wang Delin, abandonne la lutte, sa femme et Yao Zhenshan, mènent un petit groupe qui combat jusqu'au printemps 1941 où il est annihilé.

## Les communistes et l'armée unie anti-japonaise du Nord-Est (1934-1941)

### Les premiers conflits avec les armées de volontaires anti-japonaises
Après l'invasion japonaise de la Mandchourie de 1931, le Parti communiste chinois forme plusieurs unités de guérilla anti-japonaises dédiées autant à la résistance aux Japonais qu'à effectuer la révolution sociale. Ces unités sont cependant largement plus petites que les grandes armées de volontaires anti-japonaises qui se sont formées par patriotisme.
Lorsque les premières armées de volontaires apparaissent, le Parti communiste en est d'abord très hostile, ne connaissant pas leurs motivations et leurs commandants. Il craint également que ces armées ne donnent aux Japonais un prétexte pour attaquer l'Union soviétique. Le Parti communiste au Nord-Est de la Chine lance même un appel aux volontaires de tuer leurs officiers et rejoindre les communistes dans la révolution sociale.
En dépit de l'opposition du parti, plusieurs membres communistes rejoignent ou aident les armées de volontaires anti-japonaises, et certains atteignent même des grades élevés. Ils sont particulièrement influents dans l'armée du salut national populaire de Chine de Wang Delin, où Li Yanlu et Zhou Baozhong deviennent des officiers de haut rang. Le parti critique d'abord sévèrement leur conduite.
Les communistes se rendent cependant compte que leur propagande actuelle est presque complice de la cause japonaise. Les actions des membres du parti qui ont rejoint ou aident les armées de volontaires persuadent finalement l'Internationale communiste à établir une politique de front populaire en 1935. Le Parti communiste accepte finalement de soutenir entièrement le mouvement anti-japonais et le report des objectifs révolutionnaires est essentiel pour les communistes s'ils veulent rester une force politique sérieuse.
En 1934, après la défaite des grandes armées de volontaires, il existe toujours des forces de résistance sur le terrain estimées à 50 000 hommes. Toutes les unités du parti communiste sont réorganisées en l'armée unie anti-japonaise du Nord-Est avec Zhao Shangzhi pour commandant en chef. L'armée est ouverte à tous ceux voulant combattre les Japonais et proclame sa volonté de s'allier avec toutes les autres forces anti-japonaises.

### Le front uni
En 1935, lorsque le parti change officiellement de politique et commence la création d'un front uni, l'armée accueille et absorbe la plupart des forces anti-japonaises restantes de Mandchourie et quelques combattants coréens comme Kim Il-sung (futur président de la Corée du Nord). Le nombre des insurgés en 1935 est d'environ 40 000. L'armée est divisée entre la 1re armée de route de Yang Jingyu (province du Fengtian), la 2e armée de route de Zhou Baozhong (province du Jilin), et la 3e armée de route de Li Zhaolin (province du Heilongjiang). La stratégie de l'armée est de former des poches de résistance dans les régions occupées, pour harceler les troupes japonaises et saper leurs tentatives d'administration, et lorsque la guerre sino-japonaise éclate en 1937, d'attaquer pour maintenir le plus de troupes japonaises possible en Mandchourie. Cela mène à une longue campagne qui menace la stabilité du Mandchoukouo, particulièrement en 1936 et 1937.
L'armée impériale du Mandchoukouo, récemment formée, répond par une grande offensive de 16 000 hommes d'octobre 1936 à mars 1937, contre la 1re armée de route dans la région de Tungpientao. C'est la première fois qu'elle opère contre la guérilla sans soutien des troupes japonaises. Malgré de lourdes pertes, l'armée du Mandchoukouo parvient à tuer plus de deux mille insurgés, dont quelques-uns de leurs commandants. Le nombre de rebelles décline ainsi de 30 000 en 1936 à 20 000 en 1937.
Une campagne de même envergure se déroule de novembre 1937 à mars 1939, et engage 24 000 hommes du Mandchoukouo contre la 2e armée de route dans la région entre le fleuve Amour, et les rivières Songhua et Oussouri. Fin 1938, l'armée japonaise concentre ses troupes dans l'est de la province du Fengtian, pour encercler les restes de l'armée de Yang Jingyu, la plus dangereuse des forces anti-japonaises, qui dispose d'une des régions de base les plus sûres. Bien que les Japonais parviennent à couper les lignes d'approvisionnement de la guérilla, celle-ci continue à lancer des attaques qui obligent les forces du Japon et du Mandchoukouo à lancer des expéditions punitives contre elle.
En septembre 1938, le nombre des insurgés est réduit à environ 10 000 combattants après des années de guerre et de privation. L'armée japonaise du Guandong obtient des renforts pour supprimer les forces anti-japonaises restantes au Fengtian. Cette opération provoque un cruel manque d'approvisionnement des rebelles et, en janvier et février 1940, Yang Jingyu se bat jusqu'à sa mort le 23 février 1940 en essayant de briser l'encerclement lorsqu'un officier trahit son détachement.
Après la destruction ou la dispersion de ces grandes armées, et une fois leurs régions de base pacifiées, les combattants résistants restants, comme Kim Il-sung, sont progressivement forcés de fuir en Sibérie entre 1940 et 1942. En novembre 1941, Li Zhaolin entre en Union soviétique. En juillet 1942, Zhou Baozhong fait de même. Finalement, le 12 février 1942, Zhao Shangzhi est capturé par la police militaire japonaise après avoir été attaqué par l'un de ses agents, et meurt plus tard.